# Guitar Craft

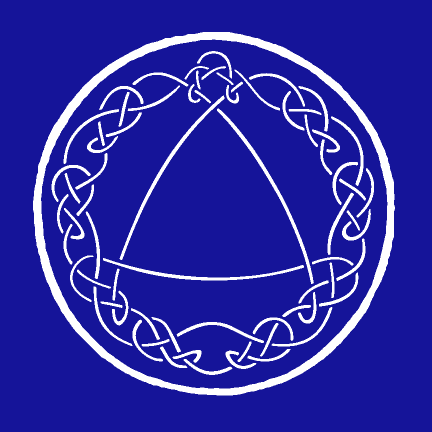
El símbolo circular con nudos de Guitar Craft (Cortesía de Steve Ball)

Guitar Craft (GC) fue una serie de cursos de guitarra y desarrollo personal, fundado y normalmente dirigidos por Robert Fripp, quién es más conocido por su trabajo con la banda de rock King Crimson. Los cursos de Guitar Craft intriducen a los estudiantes a la new standard tuning y al tocar ergonométrico con la púa (uñeta), a menudo utilizando guitarras electroacústicas, de cuerdas metálicas, y cuerpo poco profundo, hechas por la Ovation Guitar Company.
Para 2011, tres mil estudiantes habían completado los cursos. A los alumnos quiénes continúan tocando con la forma de Guitar Crat se les denomina crafties. Algunos crafties notables incluyen a Trey Gunn y California Guitar Trio (todos quienes en su conjunto, y con Fripp como participante, conformaron The Robert Fripp Quintet) y Markus Reuter. Los crafties han grabado varios álbumes bajo el nombre de "Robert Fripp  and the League of Crafty Guitarist", por citar un ejemplo.
Luego de 25 años, el movimiento de Guitar Craft convirtió sus actividades en Guitar Circles (es: Círculos de Guitarras), los cuales ofrecen cursos introductorios y presentaciones en Europa y América. Los Círculos de Guitarras se reúnen en muchas ciudades; en particular, The Seattle Guitar Circle se reúne para realizar prácticas y presentaciones, y patrocina un colegio.

## Cursos

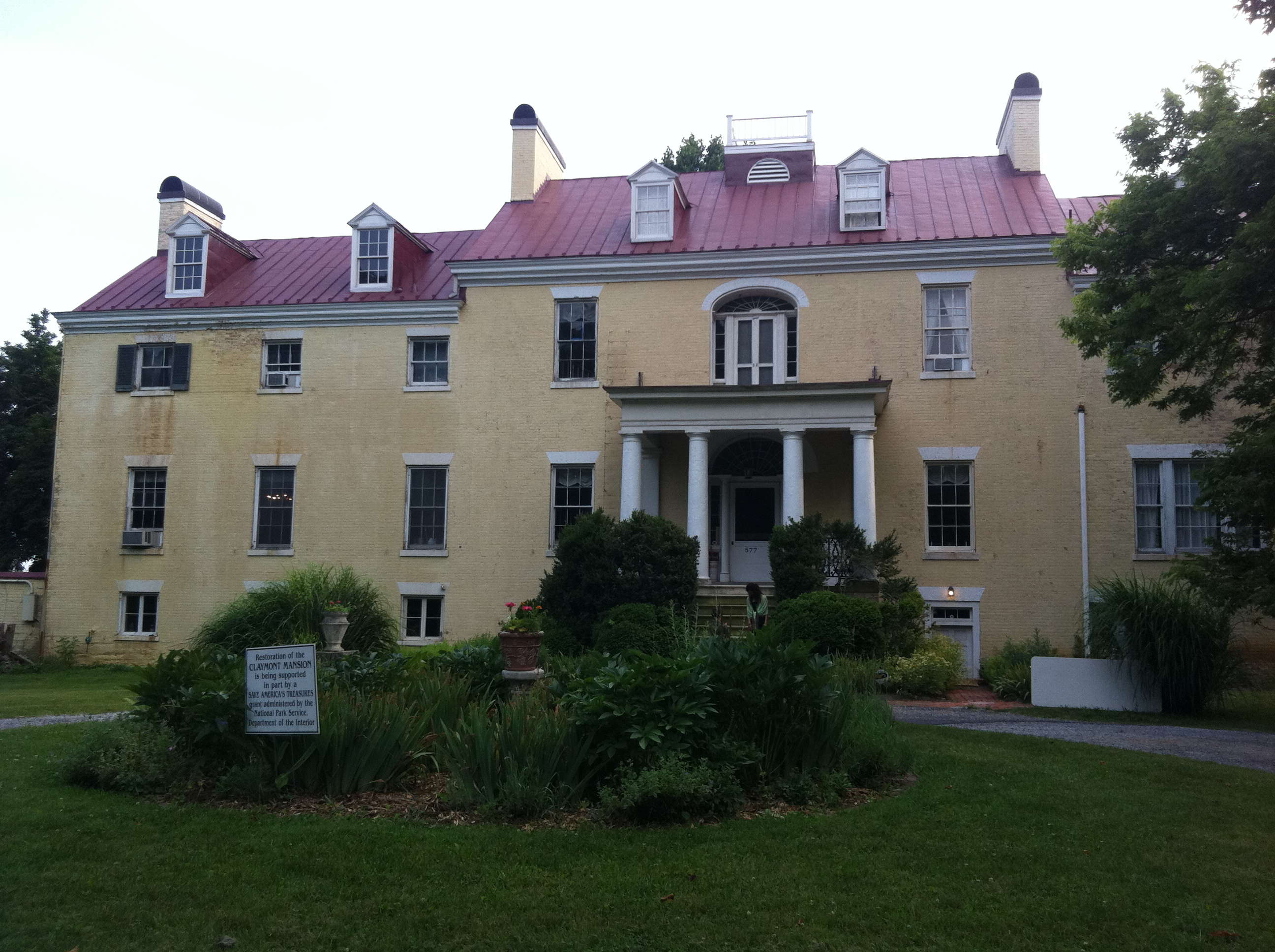
El primer curso de Guitar Craft se inició el 25 de marzo de 1985 en Claymont Court en Charles Town, West Virginia.

Los cursos de Guitar Craft de Fripp fueron ofrecidos en un principio por la American Society for Continuous Education, cerca de Claymont Court, en Charles Town, West Virginia. Guitar Craft declaró que ofrece maneras de desarrollar relaciones con la guitarra, la música y uno mismo.

### New standard tuning

Las notas al aire de la new standard tunning.

Guitar Craft popularizó la New Standard Tuning (NST), la afinación de guitarra de Fripp, que utiliza las notas: Do2 Sol2 Re3 La3 Mi4 Sol4, desde la cuerda más grave a la más aguda. El aprendizaje de la NST posibilitó a los guitarristas experimentar el tocar como principiantes, aunque principiantes con conocimientos. En los seminarios y cursos de Guitar Craft, los estudiantes trabajan exclusivamente con la NST. Para los nuevos estudiantes de Guitar Craft, la NST no resulta familiar, por lo que todos los estudiantes comparten una experiencia similar de renovar su forma de tocar la guitarra, mientras tienen dificultades para ajustar sus hábitos anteriores.
Los cursos de Guitar Craft daban la bienvenida a estudiantes sin experiencia previa en tocar la guitarra, aunque muchos estudiantes ya tocaban la guitarra desde hace al menos dos años, por lo que tenían musculatura suficiente. Fripp ha declarado que las experiencias anteriores a veces cargaban a los guitarristas con hábitos malos y expectativas inapropiadas.

### Plectrum y "mano izquierda"
Para el curso nivel uno de Guitar Craft, el programa ofrece siete ejercicios primarios. El primer ejercicio primario para la mano izquierda está seguido por el segundo ejercicio primario para la mano derecha, el cual enseña la técnica de púa alternada.

#### Púa alternada y cruzada
La uñeta se sujeta entre el pulgar y el dedo índice. La primera falange del pulgar no es doblada hacia adelante. Más bien, el pulgar es traído hacia el dedo índice por su falange más lejana, lo que mantiene la forma convexa de la bola del pulgar en la base de la mano, una bola de pulgar colapsada entrega la señal de una técnica incorrecta. La punta de los cuatro dedos restantes apunta hacia el codo. Los dedos se enrollan hacia adentro, en una posición relajada, donde tres dedos dan soporte al dedo índice, y cada uno de ellos a su prdecesor. Sujetando el plectrum de esta manera se relaja la mano, brazo y hombro, permitiendo al guitarrista tocar sin tensión. Para una sola nota, la cuerda es golpeada solo por una punta de la uñeta triangular de Guitar Craft, con la fuerza ejercida de manera ortogonal a la cuerda y la uñeta tangente a la cuerda. El contacto del plectrum con la cuerda tiene lugar por encima del agujero se apertura de la guitarra.
En la técnica fundamental, la mano que sujeta la uñeta se encuentra suspendida por encima de las cuerdas y se mueve sobre las cuerdas sin pivotear la bola de la mano y sin tocar las cuerdas o el puente. Sosteniendo la uñeta de esta manera, se promueve la relajación desde los dedos a la columna, y también facilita la técnica de púa alternada de cuerdas individuales y la técnica de púa cruzada en varias cuerdas. Fripp, quien es conocido por su técnica de púa cruzada, enseña esta técnica den Guitar Craft La técnica de púa cruzada de Fripp ha influenciado a muchos otros guitarristas, particularmente en el  rock progresivo. El cuarto ejercicio primario introduce la técnica de púa cruzada.

#### Mano izquierda
Para la mano izquierda, la técnica es similar a la técnica de la mano izquierda de la guitarra clásica española. El pulgar es colocado en el centro de la parte de atrás del cuello, no sobre la parte de atrás del cuello (tocando las cuerdas graves).

### Guitarras

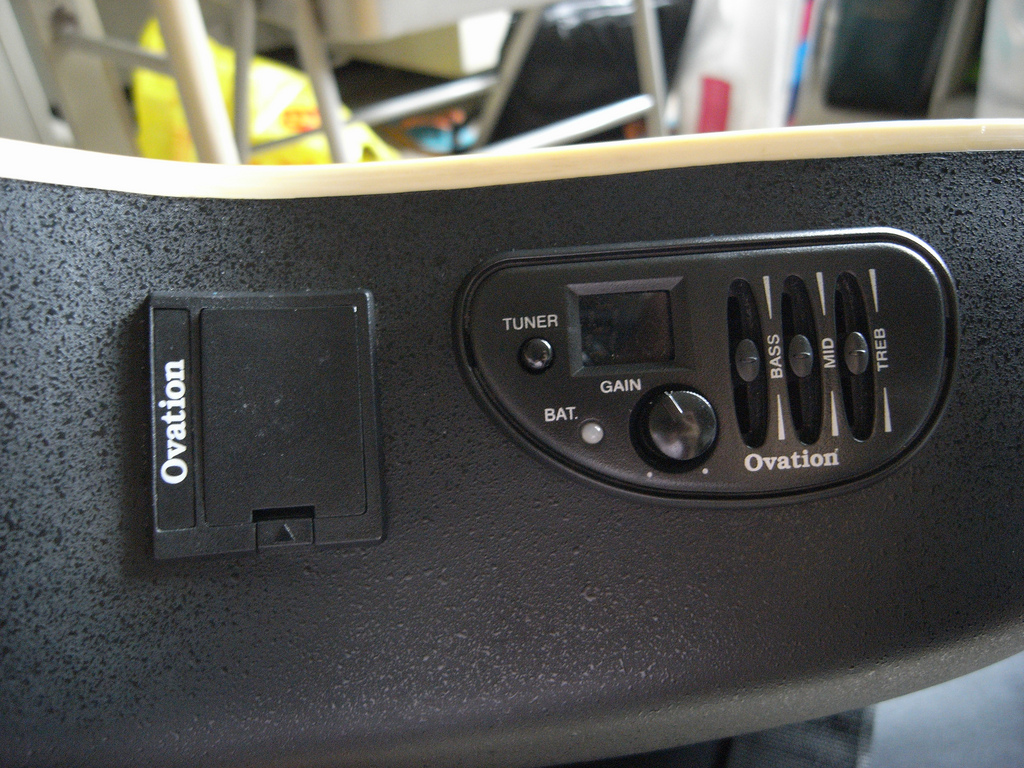
Las guitarras Ovation de cuerpo poco profundo han sido recomendadas en Guitar Craft.

Fripp recomnedaba que los estudiantes utilizaran una guitarra Ovation 1867 Legend electroacústca de cuerdas metálicas, la que tiene un cuerpo poco profundo. "A Fripp le gustó la manera en la que la Ovation 1867 se acomodaba contra su cuerpo, lo que le hizo posible asumir la postura para utilizar la técnica de uñeta con el brazo derecho que había desarrollado durante años utilizando guitarras eléctricas, en guitarras de cuerpo más profundo, la posición Frippiana del brazo es imposible de sostener sin incómodas controsiones", según Tamm. Aunque la 1867 Legend no se fabrica más, influenció el diseño de la Guitar Craft Pro Model de Guitar Craft Guitars, la que ha sido aprobada por Fripp. Además de la Ovation 1867 Legend, otra guitarras Ovation de cuerpo poco profundo son ampliamente utilizadas en Guiatr Craft y su uso es recomendado en grupos de presentaciones, como el Círculo de Guitarras de Europa. El lalma de acero de las guitarras Ovation puede compensar la tensión aumentada de las cuerdas NST, protegiendo el cuello de la guitarra de doblarse.

### Desarrollo personal

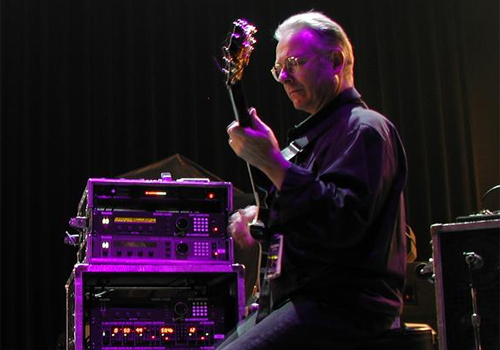
Robert Fripp introduce al alumnado de Guitar Craft la práctica matinal de sentarse en relajo.

Guitar Craft apuntó a un desarrollo personal, no solo a través de tocar la guitarra y la apreciación musical, pero también a través de una forma de vida mejorada. A los alumnos se les ofrecía instrucción en prácticas como el relaxed sitting (es: sentarse en relajo), el T'ai chi ch'uan y la Técnica Alexander. Estas prácticas son valiosas, especialmente para guitarristas que practican para al menos una hora diaria y que se ven beneficados por una postura estable y cómoda. Mientras que el sentarse en relajo ha sido practicado en Hinduismo y budismo, la práctica de Guitar Craft de sentarse en relajo se realiza sin referencias a alguna tradición religiosa. Los participantes son motivados a pensar de manera crítica y a sentirse libres de rechazar el ejercicio de cualquier práctica según les parezca.

## Guitarristas Crafty
Hay cursos que tienen lugar regularmente en Latinoamérica, América del Norte, y Europa. Hacia 2011, tres mil estudiantes habían completaod cursos en Guitar Craft.  A los estudiantes que han completado un curso y que continúan las prácticas de Guitar Craft se les denomina "guitarristas crafty" o "crafties". Algunos crafties reconocidos incluyen a Trey Gunn y el California Guitar Trio, quienes se unieron a Fripp, para formar el  en formar el Robert Fripp String Quintet. Círculos de Guitarras relacionados con Guitar Craft y otros ensambles se presentan en Europa, EE. UU., Argentina, Chile y México.

### La Liga de los Guitarristas Crafty
El grupo oficial de presentaciones de Guitar Craft ha sido The League of Crafty Guitarist (o Liga de los Guitarristas Crafty). Robert Fripp y The League of Crafty Guitarist ha lanzado varios álbumes, vía Discipline Global Mobile. La Liga de los Guitarristas Crafty ha sido dirigida por Hernán Nuñez desde 2002. Nuñez, un instructor de larga data de Guitar Craft, es uno de los desarrolladores del Guitar Craft Pro Model, cuyo diseño fue influenciado por aquel de la Ovation Legend. Para los logotipos organizacionales, Guitar Craft y The League of Crafty Guitarist utilizan un diseño circular de nudos, el cual estaba inspirado en el diseño circular de nudos de color gris sobre fondo rojo que aparece en cubiertas más tardías del álbum Discipline de King Crimson, siendo ambos diseños realizados por Steve Ball.

### Alumni

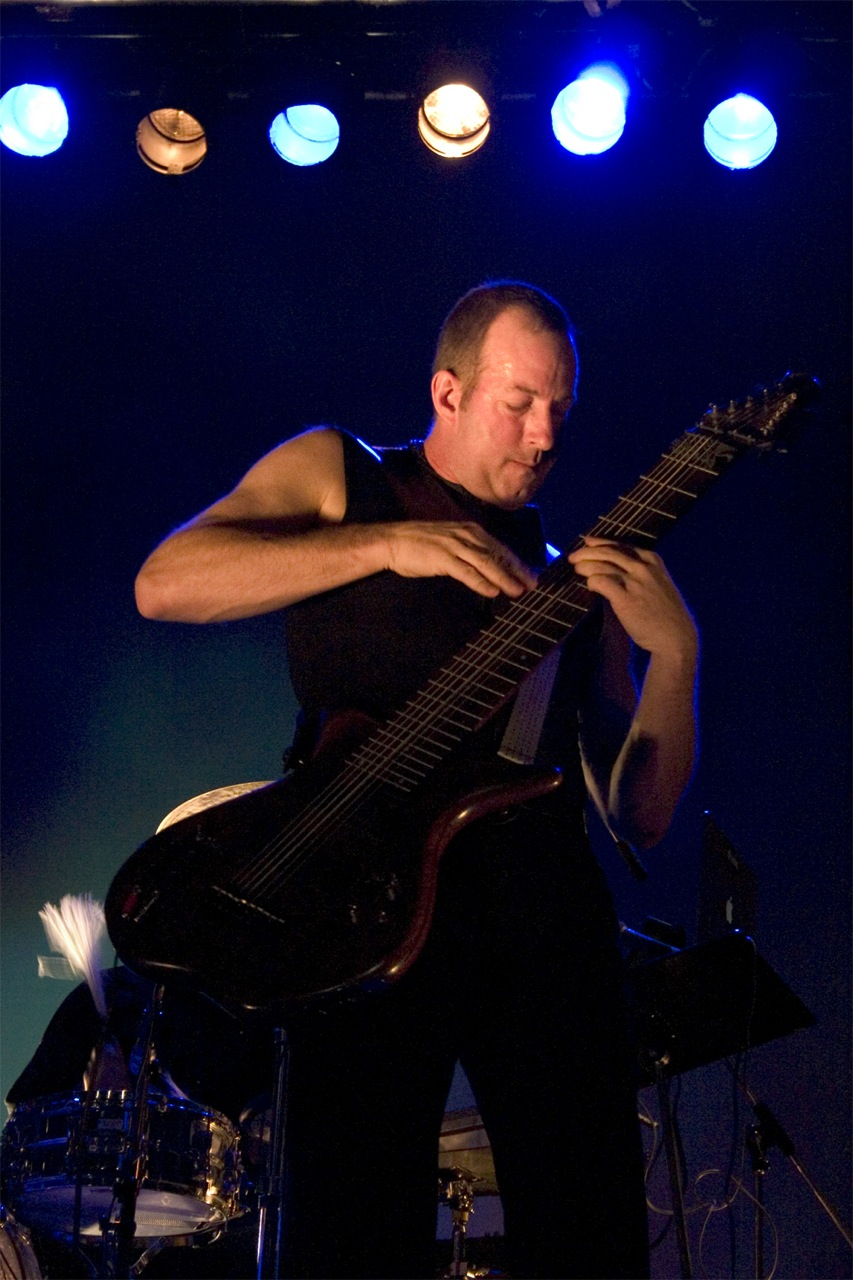
El guitarrista de Warr-guitar Trey Gunn estudió con Robert Fripp en Gutar Craft antes de unirse a King Crimson.

La experiencia de Guitar Craft y The League of Crafty Guitarist entrenaron guitarristas quiénes formaron nuevos grupos, como California Guitar Trio y Trey Gunn; el California Guitar Trio y Gunn se fueron de gira junto a Fripp como  The Robert Fripp String Quintet.
Bill Rieflin, el baterista de R.E.M., luego del retiro de Bill Berry, desarrolló "un estilo musical que equilibra hermosamente la voluntad de la mente y la fuerza" a través de su larga asociación con Guitar Craft. Reiflin declaró que "no sería capaz de describir en detalle el impacto que ha tenido en mi vida, puedo decir que fue y continúa siendo significativo. Si dijera que 'cambió mi vida', sería cierto, pero no comenzaría a comunicar la profundidad de la experiencia".
Otro exalumnos de The League of Crafty Guitarists incluyen a los miembros de Los Gauchos Alemanes, al guitarrista estadounidense Steve Ball, a su vez Ball se encuentra relacionado con el Seattle Guitar Circle, junto con Curt Golden, otro alumno de la liga. El crafty alemán Markus Reuter tocó Guitarra Warr en el Europa Strin Choir y centrozoon, para posteriormente diseñar su propia guitarra touch y tocar en Stick Men y el Crimson ProjeKct, además de seguir su carrera solista. El disco A Plague of Crafty Guitarists, muestra una colección de temas compuestos por exalumnos de Guitar Craft, quienes fueron listados en una reseña hecha por Barry Cleveland: Tobin Buttram, Nigel Gavin, Geary Street Quartet, Bill Hibbits, Janssen and Jensen, Sur Pacifico, Playmovil, and Santos Luminosos.

## Círculo de guitarras: sucesor de Guitar Craft
En febrero de 2009, Fripp recomendó que Guitar Craft cesara de existir para su aniversario número en 2010. En marzo de 2010, se llevó a cabo un 25.º Curso de Aniversario que marcó la Conclusión de Guitar Craft. En la práctica, Guitar Craft continúa con un foco en los Círculos de Guitarras y La Orquesta de Guitarristas Crafty. Cursos denominados "Introducción al Círculo de Guitarras" siguen siendo impartidos en América y Europa. 
El sitio web de Guitar Craft contiene enlaces a organizaciones relacionadas y sucesoras. Guitar Craft ha inspirado la fundación del Seattle Guitar Circle y la Seattle Guitar School en 2010.